# Troskotovice
Troskotovice (deutsch Treskowitz) ist ein Městys (Minderstadt) im Jihomoravský kraj (Südmähren), Okres Brno-venkov (Bezirk Brünn-Land) in der Tschechischen Republik. Der Ort wurde als ein Platzdorf angelegt.

## Geographie
Troskotovice (Treskowitz) befindet sich nahe bei Znojmo (Znaim) an der Grenze zu Niederösterreich, ca. 50 km südwestlich von Brno (Brünn) und etwa 75 km nordwestlich von Wien. Im Norden liegen der Haidenberg (228 m), der Guggenberg (212 m) und der Klausenberg (210 m).
Die Nachbarorte sind im Osten Vlasatice (Wostitz), im Norden Vinohrádky (Weinberg) und Branišovice (Frainspitz), im Westen Jiřice u Miroslavi (Irritz) und im Südwesten Litobratřice (Leipertitz).

## Geschichte
Im 11. bis 13. Jahrhundert kam es zu einer großen Siedlungsbewegung von West nach Ost. Mähren wurde von 1031 bis 1305 von der Dynastie der Přemysliden regiert. Um größere Gebiete landwirtschaftlich zu nutzen und damit höhere Erträge zu erzielen, bewarben sie die Kolonisten zum Beispiel mit zehn Jahre Steuerfreiheit (deutsches Siedlerrecht). Bis zum Jahre 1150 wurde das Gebiet um Mikulov (Nikolsburg) und Znojmo (Znaim) von deutschen Einwanderern aus Niederösterreich besiedelt. Die Anlage des Dorfes sowie die ui-Mundart bekunden, dass sie ursprünglich aus den bairischen Gebieten der Bistümer Regensburg und Passau stammten. Sie brachten neue landwirtschaftliche Geräte mit und führten die ertragreiche Dreifelderwirtschaft ein.
Obwohl zu den ältesten Orten Südmährens zählend, erwiesen sich die auf 1046 und 1052 datierten Urkunden mit der Nennung von „Troskovicz“ als Fälschungen aus dem 12. Jahrhundert. „Droscowicz“ wurde urkundlich 1252 genannt, ebenso 1268 und 1323, wobei die lateinische Urkunde „Droscowicz sive Stetendorf“ hinzufügt. Seit mindestens 1361 ist die Namensform „Treskowitz“ unverändert erhalten und gelangte als Schenkung an Alt-Bunzlau im 13. Jahrhundert in weltlicher Hand. 1537 verlieh der böhmische und römisch-deutschen König Ferdinand I. dem Ort das Marktrecht. 1585 erhielt der Markt eine Bergrechtsordnung.
1619 wurde Treskowitz niedergebrannt. Nach dem Sieg der kaiserlichen Truppen in der Schlacht am Weißen Berg wurde eine Mission der Jesuiten nach Treskowitz geschickt. Durch diese kehrten 511 Personen im Jahre 1627 zum alten Glauben zurück. 1649 erscheint wieder ein katholischer Pfarrer in den Gemeindeurkunden auf. Nach mehreren Besitzwechseln ging der Ort 1637 an Rudolf von Teuffenbach und damit zur Herrschaft Dürnholz. Um den Wiederaufbau des Ortes nach dem Krieg zu fördern, wurde die Pachtzinsen auf die herrschaftlichen Äcker halbiert. 1785 wird ein herrschaftlicher Meierhof aufgelöst und dessen Gründe an Ansiedler verteilt. 1796 brannte fast der ganze Ort ab. Während der Revolutionskriege wird Treskowitz in den Jahren 1805 und 1809 von französischen Truppen besetzt, welche beträchtlichen Schäden verursachten. Matriken werden seit 1631 geführt. Onlinesuche über das Landesarchiv Brünn. Grundbücher werden seit 1825 geführt. Ein digitales Ortsfamilienbuch von Treskowitz wurde 2020 erstmals publiziert. Die Freiwillige Feuerwehr des Ortes wurde im Jahre 1901 gegründet. Der Einwohner lebten größtenteils von der Vieh- und Landwirtschaft, wobei der in Südmähren seit Jahrhunderten gepflegte Weinbau keine besondere Rolle spielte. Aufgrund des günstigen Klimas konnten neben verschiedenen Getreidesorten große Mengen von Mais Kartoffeln, Rüben und Obst angebaut werden. Der Grund hierfür war, dass das Gemeindegebiet von Treskowitz eine der größten Ackerbauflächen in ganz Südmähren umfasste. Auch der in Südmähren seit Jahrhunderten gepflegte Weinbau wurde in Treskowitz betrieben. Nach 1880 verringerte sich jedoch die Menge, so dass nur noch der Eigenbedarf gedeckt wurde. Neben der Landwirtschaft gab es eine florierendes Kleingewerbe im Ort.
Nach dem Ersten Weltkrieg kam der zuvor zu Österreich-Ungarn gehörende Ort, der 1910 zu 99,9 % von Deutschmährern bewohnt wurde, durch den Vertrag von Saint-Germain zur Tschechoslowakei. Während der Zwischenkriegszeit führten die hohe Arbeitslosigkeit unter der deutschen Bevölkerung, Maßnahmen wie die Bodenreform 1919, die Sprachenverordnung 1926, Neuansiedlungen sowie Neubesetzungen von Beamtenposten durch Personen tschechischer Nationalität, zu vermehrten Spannungen innerhalb der Volksgruppen. Durch das Münchner Abkommen wurde Treskowitz mit 1. Oktober 1938 bis zum Ende des Zweiten Weltkrieges ein Teil des deutschen Reichsgaus Niederdonau.
Im Zweiten Weltkrieg hatte der Ort 105 Opfer zu beklagen. Beim Einmarsch russischer Truppen im April 1945 und in der Nachkriegszeit kam es zu Ausschreitungen gegen die Zivilbevölkerung und auch zu Ziviltoten. Nach dem Ende des Zweiten Weltkrieges wurden die im Münchener Abkommen an Deutschland übertragenen Territorien, also auch Treskowitz, im Rückgriff auf den Vertrag von Saint-Germain wieder der Tschechoslowakei zugeordnet. Teile der Ortsbevölkerung flüchteten vor den Nachkriegsexzessen über die nahe Grenze nach Österreich. Dabei kam es zu zwei Toten unter der Vertriebenen. Zwischen März und Oktober 1946 wurden 839 noch nicht vertriebene Deutschsüdmährer nach Deutschland zwangsausgesiedelt. 26 Personen verblieben im Ort.
In Übereinstimmung mit den ursprünglichen Transfermodalitäten des Potsdamer Kommuniques verlangte im Januar 1946 die Rote Armee den Abschub aller Volksdeutschen aus Österreich nach Deutschland. Trotzdem konnten etwa 140 Treskowitzer in Österreich verbleiben, alle anderen Ortsbewohner wurden nach Westdeutschland weiter transferiert.
Seit 2007 besitzt der Ort wieder den Status eines Městys (Minderstadt).

## Wappen und Siegel
Im Jahre 1535 wurde dem Dorf das Siegelrecht verliehen. Es zeigte innerhalb eines mit Schnörkeln versehenen rund um einen Renaissanceschild gelegten Schriftbandes die lateinische Umschrift "OPPIDI.TRESOVICZ SIGILLVM". Der Schild trägt in der oberen Hälfte drei Balken. Diese drei Balken waren das Zeichen der Herren von Kunstadt, welche zwar nur kurz aber in der Zeit der Markterhebung die Herren von Treskowitz waren. Trotz aller Herrschaftswechsel in den nächsten Jahrhunderten blieb das Siegelbild unverändert. Einzig in den Leerräumen um dem Schild wurden drei Blüten hinzugefügt.

## Bevölkerungsentwicklung
| Volkszählung | Häuser | Einwohner insgesamt | Volkszugehörigkeit der Einwohner | Volkszugehörigkeit der Einwohner | Volkszugehörigkeit der Einwohner |
| Jahr         | Häuser | Einwohner insgesamt | Deutsche                         | Tschechen                        | Andere                           |
| ------------ | ------ | ------------------- | -------------------------------- | -------------------------------- | -------------------------------- |
| 1793         | 177    | 813                 |                                  |                                  |                                  |
| 1836         | 210    | 1155                |                                  |                                  |                                  |
| 1869         | 217    | 1076                |                                  |                                  |                                  |
| 1880         | 228    | 1151                | 1149                             | 2                                | 0                                |
| 1890         | 235    | 1131                | 1128                             | 2                                | 1                                |
| 1900         | 245    | 1181                | 1154                             | 27                               | 0                                |
| 1910         | 259    | 1253                | 1252                             | 1                                | 0                                |
| 1921         | 263    | 1227                | 1207                             | 6                                | 14                               |
| 1930         | 313    | 1359                | 1332                             | 12                               | 15                               |
| 1939         |        | 1378                |                                  |                                  |                                  |

## Sehenswürdigkeiten
- Pfarrkirche Hl. Wenzel, (Pfarre 1260 erwähnt), wegen Baufälligkeit Neubau 1840/41 klassizistisch; Hauptaltar von Leopold Kupelwieser; 5 Glocken; davor Kirche mit 1704 angebauter Dreifaltigkeitskapelle, 1840 abgerissen. Friedhof außerhalb.
- H1. Johannes von Nepomuk 1738,
- Herrenhof aus dem 17. Jahrhundert

## Söhne und Töchter der Gemeinde
- Michael Siebert (1724–1788), Kupferstecher, Priester des Paulanerklosters, Mährisch Kromau.
- Josef Ahmon (1822–1910), Konzertmeister bei Johann Strauß in Wien.
- Hans Stefan Zechmeister (1922–1979), Graphiker und Zeichner, Südmährischer Kulturpreis 1976.

## Brauchtum
Die beiden Jahrmärkte des Ortes wurden am Montag nach dem vierten Sonntag der Osterzeit und nach Mariä Himmelfahrt (15. August) veranstaltet.